# Масуекос-де-Вальдехінате
Масуекос-де-Вальдехінате (ісп. Mazuecos de Valdeginate) — муніципалітет в Іспанії, у складі автономної спільноти Кастилія-і-Леон, у провінції Паленсія. Населення — 114 осіб (2010).
Муніципалітет розташований на відстані близько 220 км на північний захід від Мадрида, 29 км на північний захід від Паленсії.

## Демографія
Динаміка населення (INE ):